# HD 89995
HD 89995，又名BD+06 2301，SAO 118271、HR 4079，是一颗恒星，视星等为6.54，位于銀經237.48，銀緯48.77，其B1900.0坐标为赤經10h 18m 3s，赤緯+6° 48.77′ 5″。